# 波沃里諾
51°12′N 42°15′E / 51.200°N 42.250°E
波沃里諾（俄语：Пово́рино）是俄羅斯沃羅涅日州東部的一個城市，位於州首府沃羅涅日以東326公里。2002年人口18,342人。
1870年建立，1954年設市。